# Bruder Straubinger (opérette)
Personnages
- Frère Straubinger
- Oculi, dite "la fille sauvage"
- Schwudler, le montreur de foire
- Liduschka, sa femme
- Le landgrave Philipp
- La landgrave Lola, son épouse
- Naupp, l'intendant de la cour
- Mademoiselle von Himmlisch, une dame de la cour
- Rückemich, conseiller
- Bonifaz, un déserteur
- Wimmerer, le secrétaire de mairie

Airs
- Man nennt das wilde Mädchen mich
- In München eine Kellnerin
- Küssen ist keine Sünd’ bei einem schönen Kind
- O süße Sommernacht
- Vierblättriger Klee

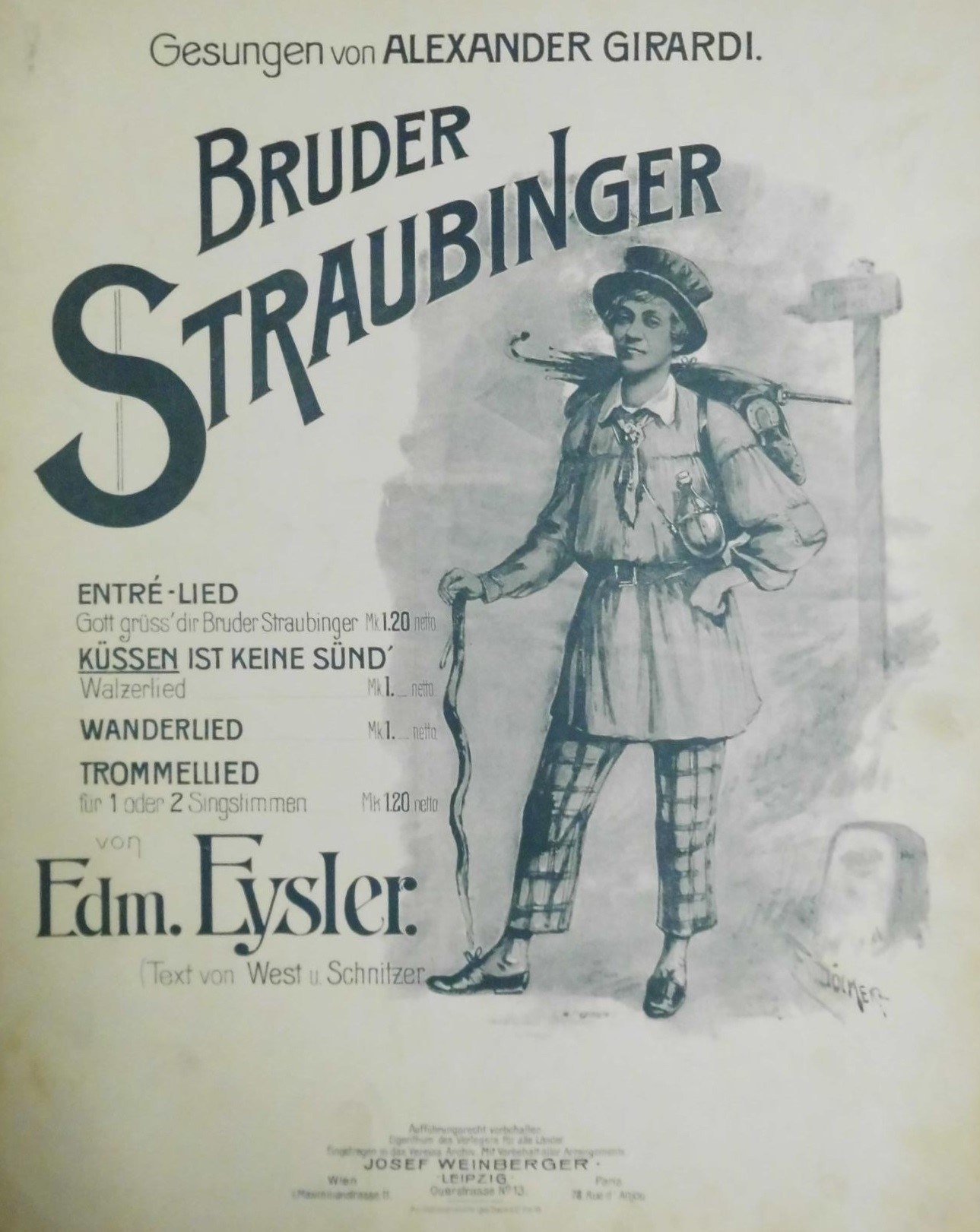

Bruder Straubinger (en français, Frère Straubinger) est une opérette d'Edmund Eysler sur un livret de Moritz West et Ignaz Schnitzer.

## Synopsis
une ville fictive sur le Rhin, dans la seconde moitié du XVIIIe siècle.
Premier acte
La place devant la porte de la ville
Sur la place devant la porte il y a une atmosphère de carnaval. Schwudler annonce sa nouvelle attraction : Oculi, "la fille sauvage" qui fait tourner toutes les têtes.
Le compagnon Straubinger arrive dans le même temps parce qu'il espère trouver un emploi à la cour du landgrave Philippe et retrouver son amour ici. Mais il a besoin de se reposer et trouve quelque chose où s'endormir. Bonifaz, un déserteur rusé, en profite pour lui voler ses papiers et avoir une nouvelle identité.
Quand Straubinger se réveille et voit qu'il lui manque sa carte d'identité, il demande à Schwudler de l'aider. Mais le montreur a une idée : il habille le jeune homme d'un vieil uniforme, lui arrange une barbe et le montre à la foule comme un ancien combattant âgé de 114 ans. Le landgrave qui vient de rentrer d'une bataille y croit et attribue une pension. Il en donne une aussi à Oculi, son infirmière, non sans arrière-pensée. Elle devra avoir un rendez-vous avec lui de temps en temps. Afin de ne pas la perdre de vue, il invite la troupe de Schwudler dans sa cour.
Deuxième acte
Un jardin du château
Lola, l'épouse du landgrave, n'est pas dupe de ce qui se passe. Elle décide de faire marier la jeune fille avec le vétéran. Mais Oculi n'en a pas envie. Son amour appartient à un jeune artisan dont elle attend le retour incessamment. Quand Straubinger l'entend parler, il a la certitude qu'Oculi est en réalité Marie. Il entonne doucement la chanson qu'ils avaient l'habitude de chanter ensemble. Maintenant Oculi reconnaît son fiancé derrière le masque et n'a rien contre le mariage. Tous sont surpris par le brusque changement de la jeune fille.
Troisième acte
Un pavillon de chasse dans le domaine
Le couple étrange passe sa nuit de noces dans le pavillon de chasse du landgrave. Lola vient avec ses dames de compagnie pour regarder le vétéran et surtout la jeune fille. Elle soupçonne encore son mari et veut éviter à tout prix qu'il s'en approche. Pendant ce temps, le déserteur regrette son geste et vient rendre le passeport à Straubinger. Ce dernier en a assez de se dissimuler. Il se débarrasse rapidement de son déguisement et redevient l'honnête compagnon. Quand le landgrave voit le jeune couple, il se fait une raison. Mais ce n'est pas tout: sa femme et les dames le prennent en flagrant délit et rient de lui.

## Adaptation
- Le Baiser n'est pas un péché, film germano-autrichien réalisé par Hubert Marischka sorti en 1950.